# Amomum cephalotes
Amomum cephalotes là một loài thực vật có hoa trong họ Gừng. Loài này được Henry Nicholas Ridley mô tả khoa học đầu tiên năm 1920.

## Phân bố
Loài này có tại Pahang ở Malaysia bán đảo.

## Mô tả
Thân thanh mảnh, nhẵn nhụi. Lá hẹp, thẳng dài nhọn hẹp tới gốc, nhẵn nhụi, dài 12 inch, rộng 0,8 inch; cuống lá hầu như không có; lưỡi bẹ dài 0,25 inch thuôn dài, nguyên. Cụm hoa hình đầu gần hình cầu dài 1,5 inch, trên một cuống dài 5 inch, được bao phủ bởi các lá bắc hình mũi mác, nhẵn nhụi, 1 inch hoặc nhỏ hơn, cuối cùng chia thành các sợi. Các lá bắc ngoài hình mũi mác, có lông tơ, gân mờ dài 1 inch. Các bông hoa có cuống khá mập, mượt, dài 0,25 inch. Đài hoa có mo với 3 điểm lông lá nhọn. Ống tràng hoa dài 1 inch, các thùy thẳng thuôn dài, tù, dài 0,5 inch, nhẵn nhụi; môi hình trứng ngược dài tương tự và rộng khoảng 0,3 inch, với 2 sống lưng trung tâm. Chỉ nhị rất ngắn, bao phấn thuôn rộng, đỉnh rộng đầu, không có mào, có lông tơ.